# Pierre Aguet

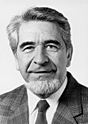
Pierre Aguet

Pierre Aguet (* 2. März 1938 in Pompaples, heimatberechtigt in Lutry und Sullens) ist ein Schweizer Politiker (SP).
Im Jahr 1965 wurde Aguet in den Gemeinderat von Pompaples gewählt und schied erst 1982 aus dem Amt aus. In den Jahren 1974 bis 1987 war er im Grossen Rat des Kantons Waadt. Am 30. November 1987 wurde er in den Nationalrat gewählt und hatte dort bis zum 5. Dezember 1999 Einsitz.
Aguet ist verheiratet. In der Schweizer Armee war er Fourier.